# 新英格蘭棉尾兔
新英格蘭棉尾兔（學名：Sylvilagus transitionalis） 是一種分佈於美國新英格蘭部分地區，即緬因州南部至紐約州南部的棉尾兔，其標準標準採於康乃狄克州新倫敦縣。與東部棉尾兔很相似。
由於數量與棲地的減少，本種可能會被納入《瀕危物種法》的保護範圍。在一些兩種共生的地區，狩獵被限制，以保護餘下的種群。

## 外部連結
- 分佈範圍的變化（1960-2000） （页面存档备份，存于）